# 23e régiment du génie parachutiste
Le 23e Régiment du génie parachutiste (ou 23 Parachute Engineer Regiment) est un régiment de Royal Engineers de l'armée britannique qui a été formé en 2003. Il fournit un soutien du génie à la 16e Brigade d'assaut aérien, dans ses deux missions de parachutisme et d'assaut par air. Le régiment est actuellement basé à Rock Barracks dans le Suffolk et se compose de trois escadrons réguliers et d'un escadron de réserve. Dans le cadre de la 16e Brigade d'assaut aérien, il peut être appelé à se déployer sur des opérations à travers le monde dans un délai extrêmement court.

## Histoire

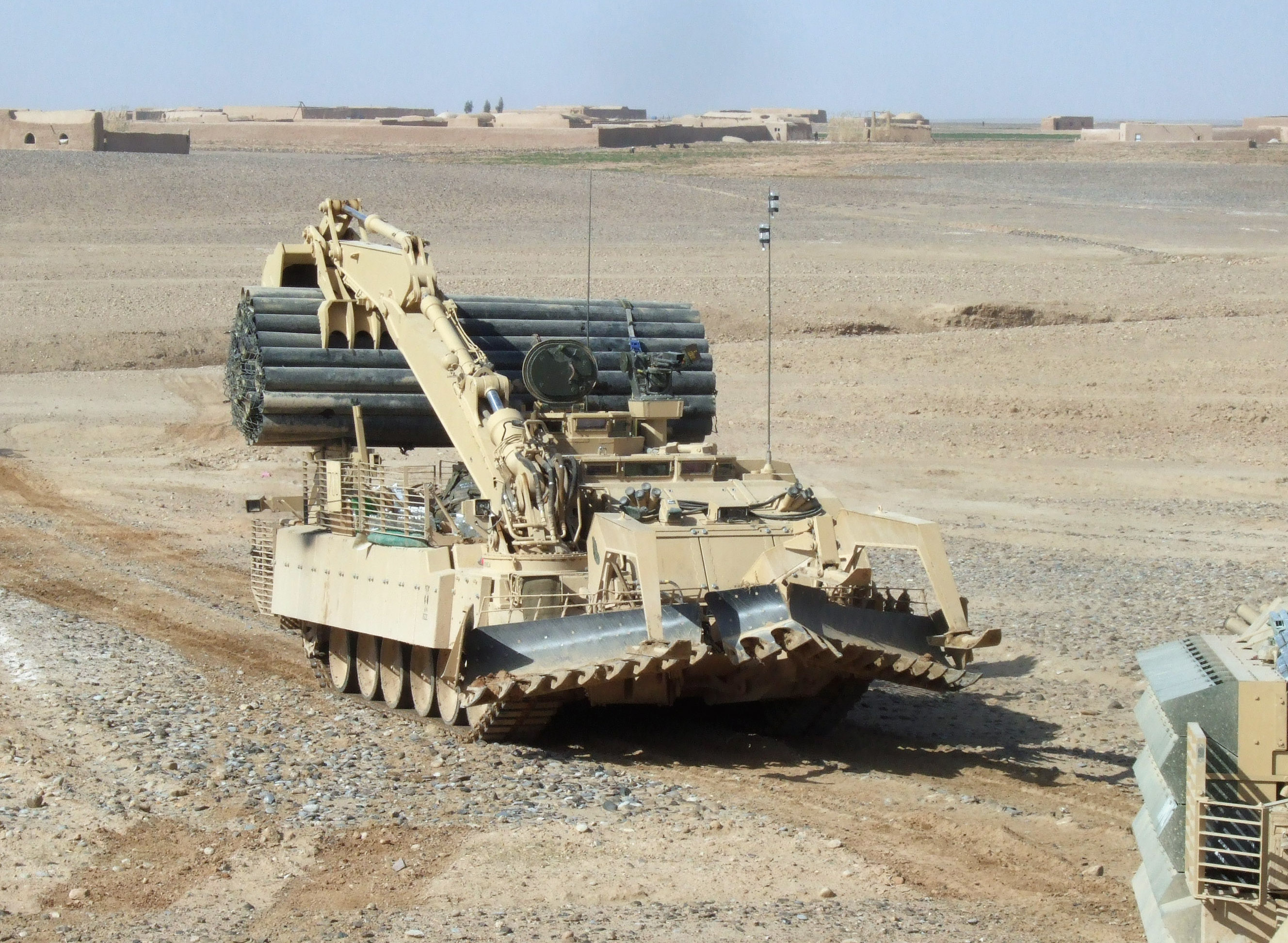
Trojan AVRE en Irak

L'histoire du régiment du génie peut remonter à la fondation des forces aéroportées du régiment de parachutistes et d'autres forces apparentées pendant la Seconde Guerre mondiale. En juillet 1948, le 23e régiment du génie de campagne a été formé à Iserlohn à partir de l'ancien régiment du génie divisionnaire de la 2e division. En décembre 1948, le régiment déménage à Halen et deux ans plus tard à Dortmund. En septembre 1957, le 2e Escadron de campagne est affecté à la 6e Brigade d'infanterie et le 5e Escadron de campagne à la 5e Brigade d'infanterie. En mai 1958, le régiment est divisé et son quartier général devient le nouveau «quartier général des Royal Engineers, 2e division»[réf. nécessaire].
Onze ans plus tard, en avril 1969, il est réorganisé en tant que nouveau 23e régiment du génie à Osnabrück. Le régiment a servi en tant qu'unité d'infanterie en Irlande du Nord de mars à juillet 1972. En septembre 1976, la 2e division a été réorganisée en tant que nouvelle 2e division blindée et le régiment a été divisé pour la deuxième fois. En janvier 1983, à Osnabrück, le régiment se réforme et une partie du régiment, les 73e Field et 39e Field Support Squadrons, participeront à la guerre du Golfe. Le régiment a ensuite été dissous en 1992 en raison des diminutions d'effectifs.
En 2001, le 23e Régiment du génie a été chargé de fournir un soutien technique à la 16e Brigade d'assaut aérien. Le régiment a été déployé pour l'opération Herrick et, en septembre 2009, à son retour d'Afghanistan, le régiment fut récompensé par la remise des clefs de la ville de Woodbridge,. En 2015, le titre de « Parachute » a été officiellement ajouté au nom, bien que l'unité soutienne déjà la 16e Brigade d'assaut aérien depuis son rétablissement, et un nouveau drapeau a été présenté au régiment pour marquer l'occasion.

## Organisation
- 23 Régiment du génie des parachutistes[6]
  - 12e escadron de commandement et de support
  - 9e escadron parachutiste
  - 51e escadron parachutiste
  - 299e escadron parachutiste (de réserve)